# Colectivo GUIAS
El Grupo Universitario de Investigación en Antropología Social (GUIAS), también conocido simplemente como Colectivo GUIAS, es una organización autoconvocada de la Facultad de Ciencias Naturales y Museo de la Universidad Nacional de La Plata. Originalmente compuesta por estudiantes avanzados y graduados de la facultad, y más tarde añadiendo participantes de otras áreas de estudio afines. Su principal objetivo es atender los reclamos realizados por los Pueblos Originarios, de no exhibición y restitución a sus comunidades, de todos los restos humanos que forman parte de colecciones museográficas. 

## Fundación y primeras actividades
Los antecedentes de la fundación del Colectivo GUIAS habrían tenido lugar en 2005. Durante ese año tuvieron lugar en la FCNyM una serie de jornadas de discusión con respecto a un reclamo de las comunidades indígenas platenses y quechua-aimara de Bolivia por el retiro de exhibición de todos los restos humanos de pueblos originarios expuestos en las vitrinas del Museo. En el marco de estas jornadas se realizaron diferentes eventos y se proyectaron documentales, entre estos "Jallalla" del antropólogo y director de cine Cristian Jure, que muestra una ceremonia en el Museo llevada a cabo por las comunidades ya nombradas a forma de reclamo por el retiro de los restos. Luego del visionado del documental y el posterior rechazo, por parte del consejo directivo de la facultad, del pedido de retiro de exhibición, Fernando Pepe, Miguel Añon Suárez y otros militantes de la facultad, se habrían propuesto fundar el Colectivo GUIAS al año siguiente.
El 2 de marzo de 2006 sucedió la primera reunión del equipo en la Biblioteca del Museo de La Plata, los ejes de investigación que se definieron en esta reunión fueron la identificación personal de los restos, la determinación de su procedencia -quién, cómo y por qué los había llevado al Museo-, la investigación respecto a la existencia de leyes que amparasen el pedido de las comunidades y la recopilación de reclamos que se habían realizado anteriormente. Luego de este episodio y posterior a recibir un permiso de la directora del Museo de ese entonces, Silvia Ametrano, iniciaron con la investigación de las colecciones de la División Antropología. Los primeros descubrimientos incluyeron el hallazgo del cuero cabelludo y el cerebro del Cacique Inacayal -cuyos restos ya habían sido restituidos en 1994- y la identificación del esqueleto en exposición del joven yámana Maish Kensis.
Durante una jornada de concientización posterior el equipo convenció a un periodista que había ido a cubrir el evento de que publique el hallazgo de los restos de Inakayal y posteriormente la exposición de Maish Kensis en las vitrinas. Esto respaldándose por la ley nacional N.º 25.517, en ese momento aún no reglamentada, pero la cual planteaba que debían ser dignamente conservados los restos que no fueran restituidos a sus comunidades de origen. A raíz de estas primeras denuncias se iniciaron nuevos procesos de restitución y en consecuencia, en 2006 la División Antropología decidió retirar de exhibición las momias y partes esqueletarias de poblaciones indígenas.
El equipo lleva a cabo desde 2006 diversas acciones que incluyen la publicación y presentación de cinco libros, muestras fotográficas itinerantes, el dictado de seminarios, varias conferencias en diferentes universidades, la participación en jornadas nacionales e internacionales en derechos humanos, de formación docente, etc. y el estudio e identificación de numerosos restos humanos para su posterior restitución a diferentes comunidades indígenas.

## Colaboración en restituciones

### Cacique Inacayal
Los reclamos de restitución de los restos del cacique Inacayal llevaron en 1991 a la promulgación de la ley N.º 23.940. A partir de esta en 1994 se concretó la restitución de los restos óseos a las comunidades, hallando su lugar de descanso final en Tecka, donde se erigió un mausoleo al estilo chenque.
Posterior a este suceso, en 2006, es que el recién conformado Colectivo GUIAS hallaría en el Museo la permanencia del cerebro y cuero cabelludo  del cacique -en algunas fuentes también se refiere a su oreja izquierda-. Haciendo público ese mismo año esta información y provocando que los restos de Inacayal fueran reclamados por sus descendientes de la localidad de Tecka, respaldados por la provincia de Chubut y la diputada Rosa Chiquichano, primera diputada nacional mapuche de Argentina.La restitución complementaria de los restos del cacique Inakayal fue formalmente solicitada por la Asociación Civil Cacique Inacayal y la Gobernación de Chubut mediante Expediente N.º 1000 - 05206/2006 – 00.
El trabajo del Colectivo GUIAS indicaba que los restos no restituidos previamente del cacique Inacayal estaban registrados en los archivos del Museo, más precisamente en una descripción de Herman Ten Kate de 1904 y en el catálogo público de la División Antropología de Roberto Lemann-Nitsche de 1910. El cuero cabelludo fue fácilmente identificable al encontrarse en un sobre con el número de serie correspondiente, por otro lado el cerebro se hallaría en el laboratorio Lilia Azcona, dependiente del Museo, conservado en formol junto con otros tres. De los cuatro cerebros, tres habían perdido los datos de inventario y entre ellos se encontrarían los pertenecientes a Modesto Inacayal y Margarita Foyel. Para demostrar esto se solicitó un estudio genético realizado por el Centro Regional de Estudios Genómicos de la UNLP, el cual, debido al estado de conservación del cerebro, no pudo brindar respuestas sobre su identidad.
En mayo del 2007, impulsado por el Colectivo GUIAS se llevó a cabo un estudio comparativo del supuesto cerebro de Inacayal. Este consistía en contrastar las medidas, peso y cortes realizados sobre el cerebro de Inacayal por el Dr. Christfried Jakob en 1906 con los restos encontrados en el laboratorio. El resultado del estudio indicó coincidencias entre los cerebros, indicando que se trataría del cerebro de Inacayal.
Más allá de este último estudio, sería recién en 2014 cuando se sumarían a los reclamos el Consejo de Comunidades Mapuche/Tehuelche de Chubut y la Comunidad Nahuel Pan de Tecka. Estas agrupaciones añadirían al reclamo por los restos complementarios del cacique, la restitución de los restos de su esposa, los de su sobrina y los objetos etnográficos asociados a la familia. El 1 de septiembre de 2014, las comunidades previamente nombradas, la provincia de Chubut y el Museo de La Plata acordaron una nueva extracción de muestras de los cerebros. Las mismas serían resguardadas para realizar futuras pruebas genómicas con el objetivo de determinar la identidad de los restos y mientras tanto serían custodiadas por las comunidades.
El 9 de diciembre de 2014 en la sala del concejo directivo de la FCNyM se llevó a cabo el acto de entrega de los restos a restituir, con presencia de autoridades de la UNLP, la FCNyM y la provincia de Chubut, representantes de comunidades indígenas de Chubut y Buenos Aires, un escribano público y otros miembros de la comunidad en general. Posterior a este acto se trasladaron los restos mediante un avión de La Plata a Tecka. Estos incluyeron el cuero cabelludo y mascarilla mortuoria -calco de yeso realizado sobre el rostro del difunto al momento del fallecimiento- de inacayal, su esposa y su sobrina junto con los restos óseos de estas últimas, la custodia de los tres cerebros y un poncho que Inacayal había regalado a Francisco Moreno y que solía estar expuesto en la sala Moreno del Museo. El 10 de Diciembre del mismo año los restos restituidos llegaron a Tecka donde fueron recibidos con ceremonias de las comunidades y colocados en su mausoleo.

## Muestra fotográfica
Desde 2016 el Colectivo GUIAS mantiene la exposición fotográfica itinerante "Prisioneros de la ciencia", que ha tenido lugar en más de 150 ciudades del país en el marco de diferentes instituciones y con ligeras modificaciones a lo largo de los años. En esta muestra fotográfica se busca visibilizar a los hombres y mujeres asesinados durante fines del siglo XIX en el marco del genocidio indígena cometido por el Estado, exponiendo imágenes de ellos/as tomadas por científicos de la época. La primera exposición de esta muestra fue llevada en el Museo de La Patagonia Francisco P. Moreno, en la ciudad de Bariloche, y desde entonces se ha expuesto en el Museo Internacional de la Democracia de Rosario, El espacio de memoria Ex-ESMA en la Ciudad de Buenos Aires, entre otras ciudades.

## Obras
- Colectivo GUIAS, "Antropología del genocidio, identificación y restitución: "Colecciones" de restos humanos en el Museo de La Plata CDU 572.1-054
- Colectivo GUIAS, "Fueguinos en el Museo de La Plata: 112 años de ignominia" (2009) CDU 572.1-054
- Colectivo GUIAS, "Bioiconografía: los prisioneros de la campaña al desierto, de la Isla Martín García al Museo de La Plata, 1886." (2009) CDU 572.1-054
- Colectivo GUIAS, "El familiar, del Ingenio La Esperanza al Museo de La Plata" (2011) ISBN 978-987-1725-05-2
- Colectivo GUIAS, "Damiana en el Museo de La Plata 1897" (2015)